# Fürstentum Galizien

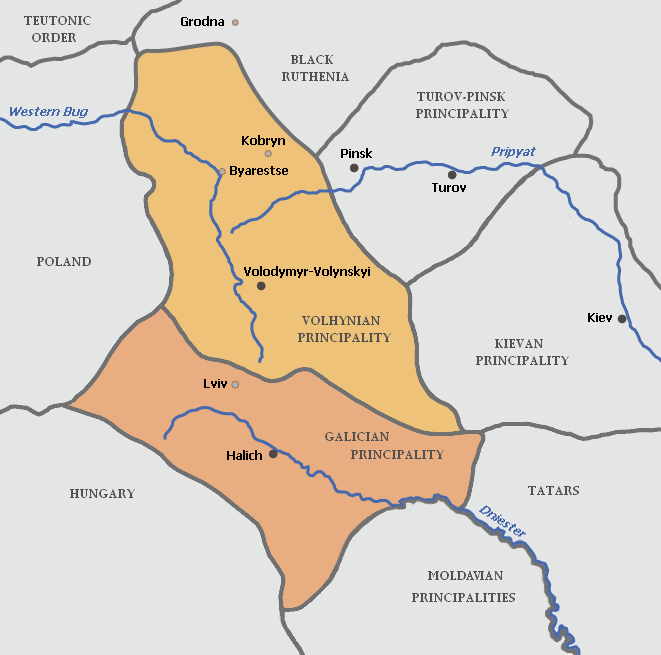
Fürstentümer Halitsch und Wolhynien 1144–1199

Wappen des Fürstentums Halitsch. 1378

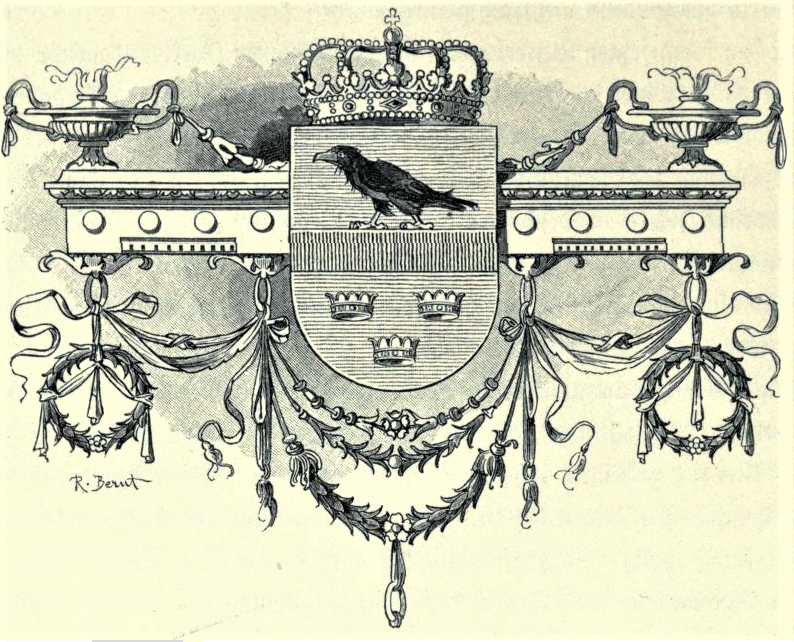
Das Wappen von Galizien

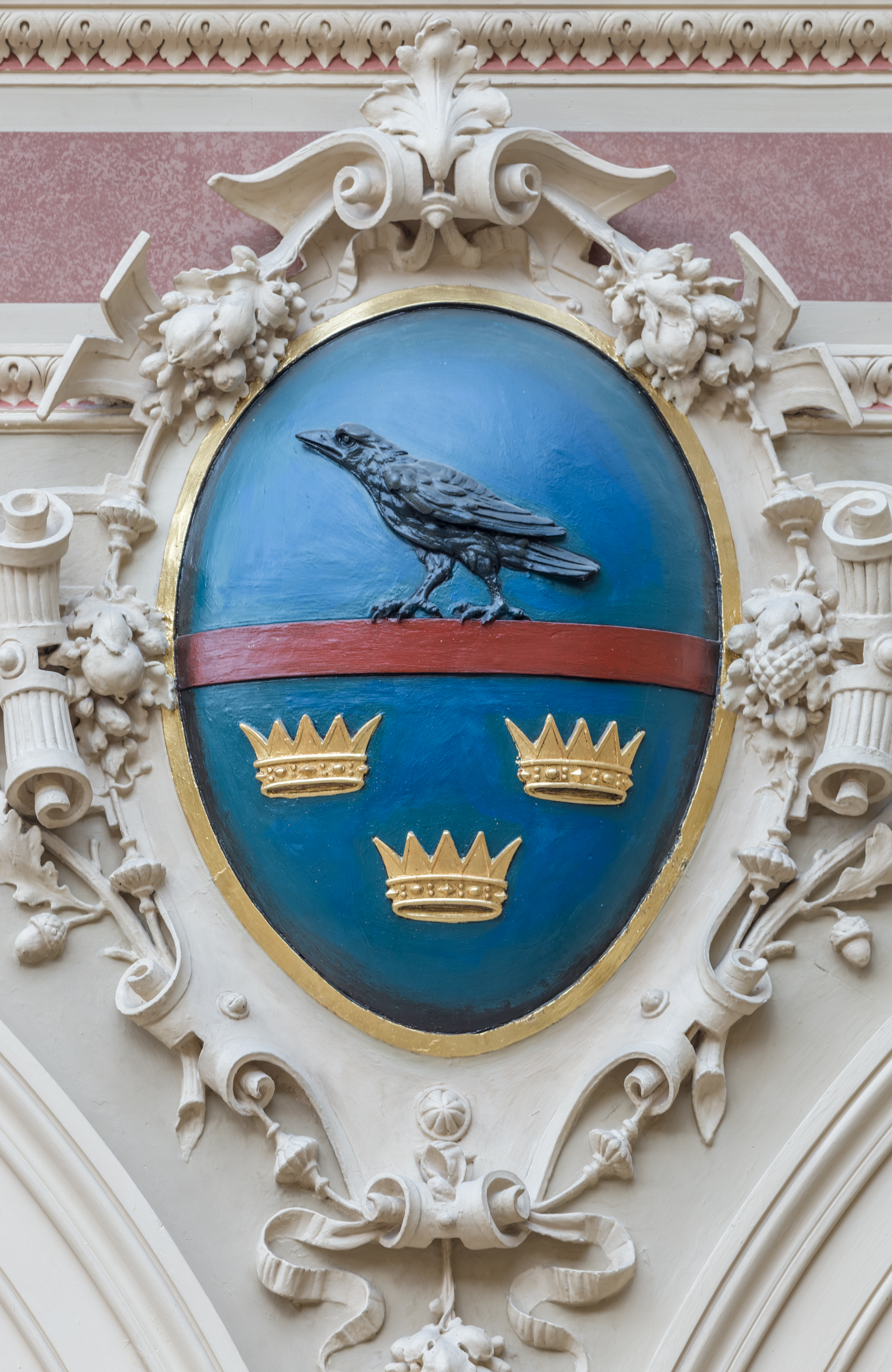
Palace of Justice, Wien – Aula, Wappen des Königreichs Galizien

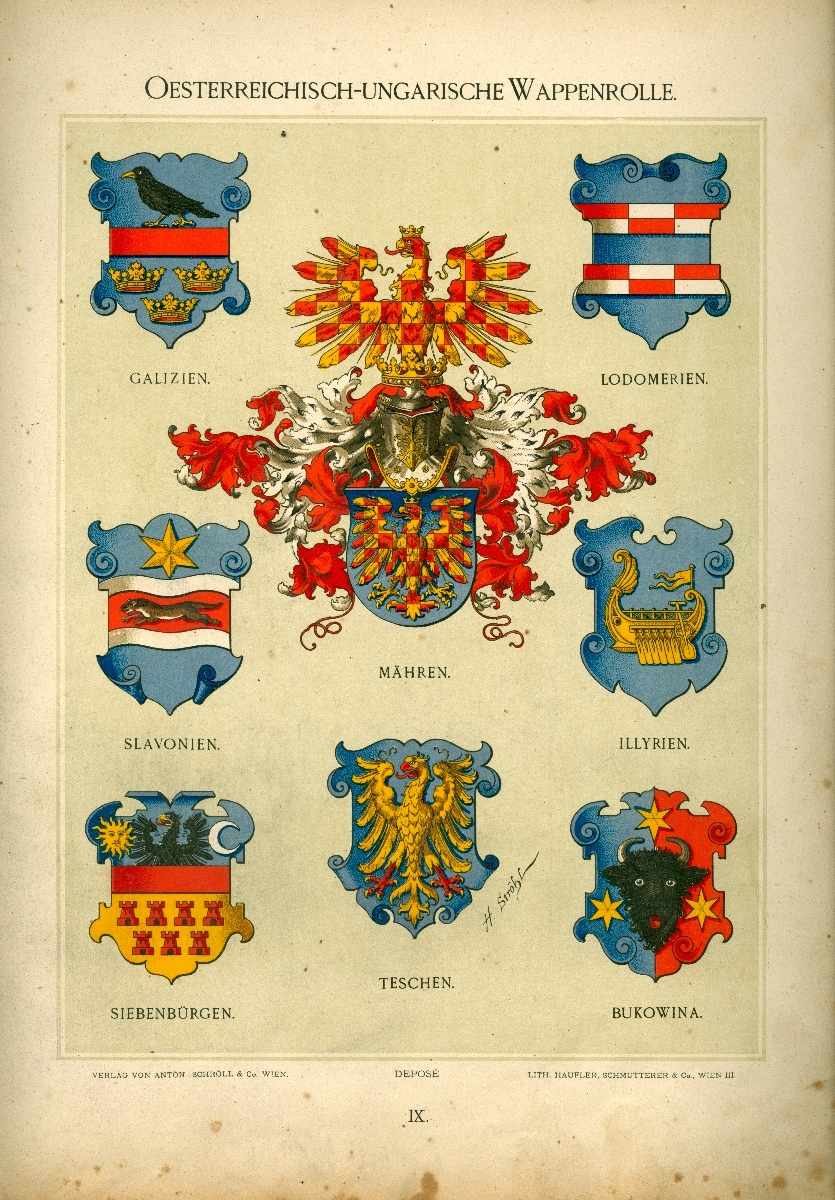
Der Wappen von Galizien, Österreichisch-Ungarische Wappenrolle

Das Fürstentum Galizien (altruthenisch Галицкоє кънѧжьство, ukrainisch Галицьке князівство Halyz'ke knjasiwsstwo) war ein Fürstentum der Kiewer Rus um die namensgebende Burg Halitsch (Halytsch) von 1124 bis 1199 und 1205 bis 1238 in der heutigen Ukraine. Danach wurde es Teil des Fürstentums Galizien-Wolhynien.
Die ungarische Krone beanspruchte nach mehreren kurzen Herrschaftszeiten ab 1205 den Titel eines Königs von Galizien und Lodomerien (Rex Galiciae et Lodomeriae), der bis 1918 Teil der österreichisch-ungarischen Kaisertitulatur war. Galizien, offiziell als Königreich Galizien und Lodomerien, kam mit der Ersten Teilung Polens 1772 in die Habsburgermonarchie, wurde jedoch nach dem Österreichisch-Ungarischen Ausgleich der österreichischen Reichshälfte zugeteilt.

## Geschichte

### Vorgeschichte
1085 hatten sich die Fürstentümer Terebowlja, Swenigorod und Peremyschl aus dem Fürstentum Wolhynien herausgelöst.

### Gründung 1124
1124 bildete Wassilko Rostislawitsch das Fürstentum Halitsch aus dem Fürstentum Terebowlja und gab es seinem Sohn Iwan Wassilkowitsch.
1141 vereinigte Wladimir Wolodarowitsch, Fürst von Peremyschl beide Fürstentümer.
1144 besetzte Iwan Berladnik, Fürst von Swenigorod, Halitsch. Nach dessen Sturz und Tod wurden beide zusammengeführt.
1153 folgte Jaroslaw Osmomysl seinem Vater. Er war durch Heirat dynastisch mit dem Großfürstentum Kiew verbunden und erweiterte das Gebiet des Fürstentums bis zur unteren Donau.

### Machtkämpfe 1187–1189
Nach dessen Tod 1187 kam es zu längeren Kämpfen um seine Nachfolge. Sein Sohn Oleg wurde von den Bojaren nicht als rechtmäßiger Nachkomme akzeptiert. Sie riefen 1188 Fürst Roman von Wolhynien als neuen Fürsten. Dieser wurde vom ungarischen König Béla vertrieben, der seinen Sohn Andreas zum Fürsten von Halitsch machte. 1189 eroberte schließlich Wladimir, ein weiterer Sohn von Fürst Jaroslaw mit Hilfe von Kaiser Friedrich Barbarossa das Fürstentum seines Vaters.

### Vereinigung zum Fürstentum Galizien-Wolhynien
1199 eroberte Roman nach dem Tod Wladimirs Jaroslawitschs das Fürstentum Halitsch endgültig und begründete das Fürstentum Halitsch-Wolhynien mit Sitz in Halitsch.

### Machtkämpfe 1205–1238
Nach dessen Tod 1205 konnten sich seine minderjährigen Söhne nicht dauerhaft als Fürsten halten. Der Fürstenthron war Streitobjekt zwischen verschiedenen Fürstenlinien der Kiewer Rus und der ungarischen Krone.

### Ungarisches Königtum für Halitsch
1205 hatte sich König Andreas II. als König von Galizien und Lodomerien (Rex Galiciae et Lodomeriae) bezeichnet, ohne jedoch eine reale Herrschaft in Halitsch oder Wolhynien zu haben. 1214 konnte er seinen Sohn Koloman zum Fürsten von Galizien machen und ihn sogar 1215 (oder 1216) zum König von Galizien und Lodomerien durch Erzbischof Johannes von Esztergom krönen lassen. Nachdem er 1221 endgültig die Herrschaft wieder abgeben musste, konnte 1227 sein Bruder Andreas noch einmal eine ungarische Herrschaft in Galizien erringen. 1233 wurde er dann von Daniel Romanowitsch von Galizien endgültig vertrieben.

### Daniel von Galizien 1238–1264
Seit 1238 herrschte Daniel von Galizien dauerhaft bis zu seinem Tod 1264 und brachte dem Fürstentum Stabilität und Stärke.

## Fürsten von Halitsch
- Iwan Wassilkowitsch (1124–1141)
- Wladimir Wolodarowitsch (1141–1153)
- Jaroslaw Osmomysl (1153–1187)
- Oleg Jaroslawitsch (1187–1188)
- Roman von Wolhynien (1188)
- Andreas (II.) von Ungarn (1188)
- Wladimir II. Jaroslawitsch (1189–1199)
- Roman von Wolhynien (1199–1205)
- Daniel Romanowitsch von Galizien (1205–1206)
- Wladimir III. Igorewitsch (Tschernigow) (1206–1208)
- Roman II. Igorewitsch (Tschernigow) (1208–1209)
- Rostislaw II. von Kiew (1210)
- Roman II. Igorewitsch (1210)
- Wladimir III. Igorewitsch (1210–1211)
- Daniel Romanowitsch von Galizien (1211–1212)
- Mstislaw von Peressopnytzja (Wolhynien) (1212–1213)
- Wladislaw Kormiltschitsch (Bojar aus Halitsch) (1213–1214)
- Koloman von Ungarn (1214–1215/19)
- Mstislaw Mstislawitsch (der Kühne) (1215/19–1219)
- Koloman von Ungarn (1219–1221)
- Mstislaw Mstislawitsch (1221–1227)
- Andreas (III.) von Ungarn (1227–1229)
- Daniel Romanowitsch von Galizien (1229–1231)
- Andreas (III.) von Ungarn (1231–1233)
- Daniel Romanowitsch von Galizien (1233–1235)
- Michael von Tschernigow (1235–1236)
- Rostislaw Michailowitsch (Tschernigow) (1236–1238)
- Daniel Romanowitsch von Galizien (1238–1264)